# Chindesaure
El chindesaure (Chindesaurus, nav. "fantasma o espiritú maligne" + gr. "llangardaix") fou un gènere de dinosaures saurisqui herrerasàurid que va viure a finals del període Triàsic, fa aproximadament entre 225 a 210 milions d'anys, en el Carnià i el Norià, on avui hi ha l'Amèrica del Nord. Fou anomenat en referència al punt Chinde, a prop on l'espècimen holotip (un esquelet parcial) fou descobert al Parc Nacional del Bosc Petrificat d'Arizona, per Bryan Small el 1984. Feia entre 2 i 3 metres i fou formalment descrit per Long i Murry el 1995. L'espècie tipus Chindesaurus bryansmalli fou anomenada en honor del seu descobridor.